# Holden Coupe 60
Holden Coupe 60 — купе, разработанное австралийской компанией Holden.

## Описание
Впервые Holden Coupe 60 был представлен в 2008 году на Мельбурнском международном автосалоне в честь 60-летия Holden. Он выпущен на платформе Zeta.
Дизайн вдохновлён гоночной серией V8 Supercars с инновационными технологиями для создания дорожного спорткара. Прародителем Coupe 60 стал Holden VE Commodore с укороченной колёсной базой.
Производство Holden Coupe 60 обошлось в 2,5 миллиона австралийских долларов.

## Технические характеристики
Holden Coupe 60 оснащён 6,0-литровым двигателем V8 с активным управлением топливом и возможностью использования этанола (E85). В сочетании с шестиступенчатой механической трансмиссией двигатель развивает мощность более 275 кВт (369 л. с.) при 5700 об/мин и крутящий момент 540 Н·м при 4400 об/мин.